# BYD Song L
BYD Song L – elektryczny samochód osobowy klasy wyższej produkowany pod chińską marką BYD od 2023 roku.

## Historia i opis modelu

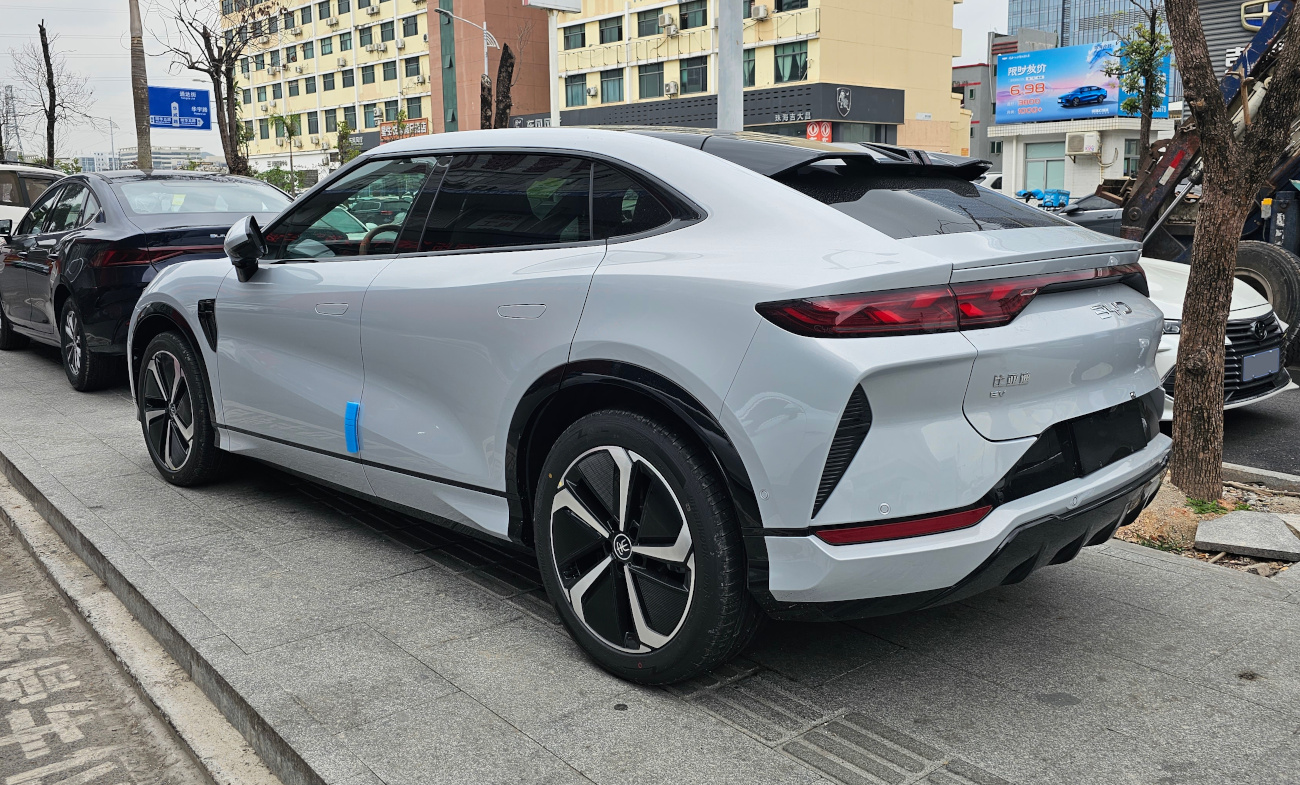
BYD Song L Concept - tył

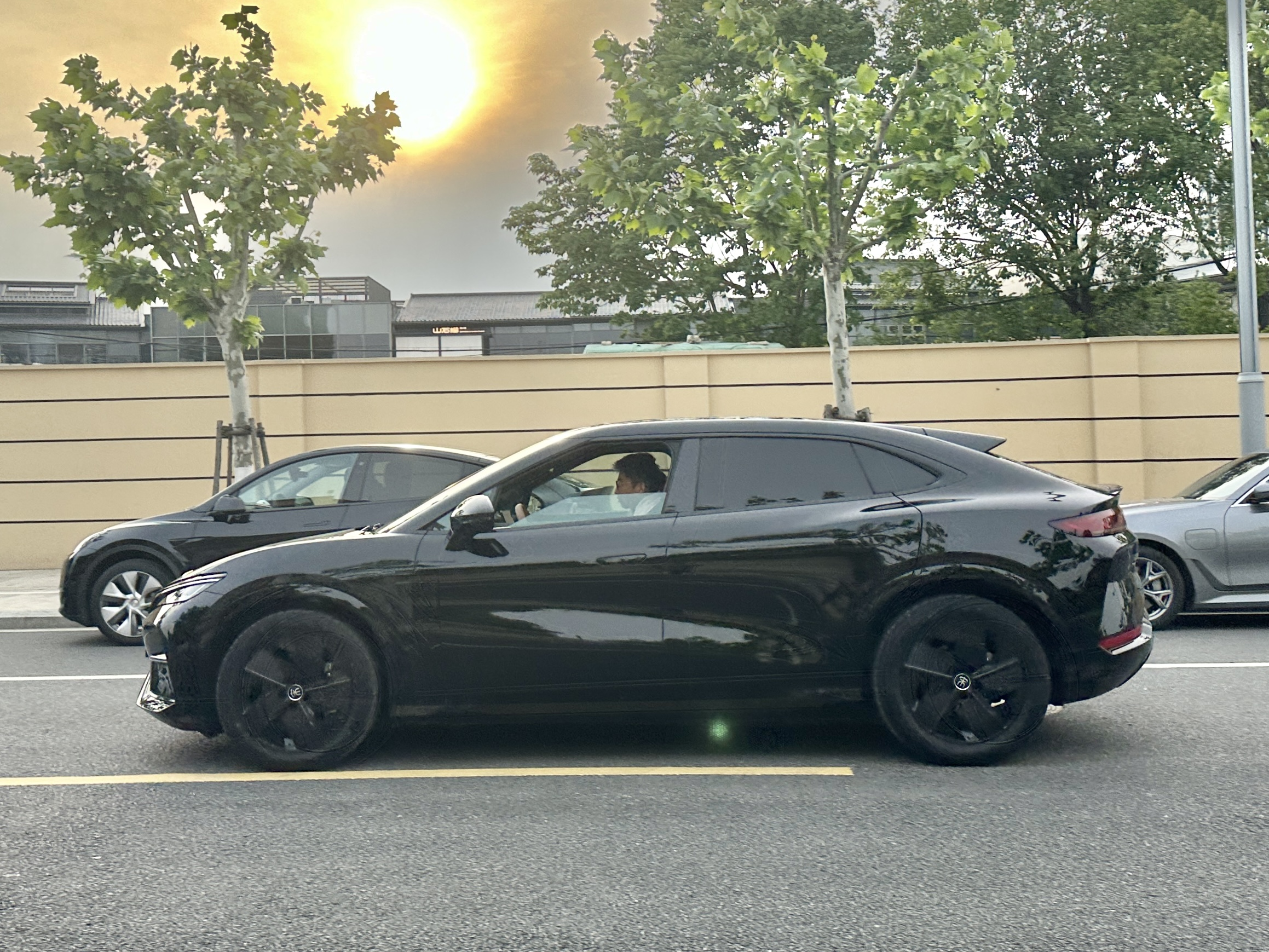
BYD Song L w ruchu

W kwietniu 2023 podczas Shanghai Auto Show miała miejsce premiera bliskiego formy produkcyjnej prototypu BYD Song L Concept, który zwiastował nowy duży samochód z linii "Dynasty" w gamie chińskiego BYD. Latem 2023 producent prowadził intensywne testy zamaskowanych egzemplarzy seryjnego samochodu, eksponując go na suche pustynne warunki okolic miasta Turpan w prowincji Xinjiang. Premiera seryjnego BYD-a Song L miała ostatecznie miejsce pod koniec sierpnia 2023, uzupełniając ofertę jako w pełni elektryczny model oparty na płycie podłogowej e-platform 3.0 współdzielonej m.in. modelem Seal czy Denza N7.
BYD Song L utrzymany został w typowej estetyce dla modeli z rodziny modelowej "Dynasty", wyróżniając się wąskimi, strzelistymi reflektorami połączonymi wąskim świetlnym pasem i dużym panelem z logo producenta, a także smukłą sylwetką z łagodnie opadającym dachem i ściętą krawędzią w stylu nadwozi shooting brake. Przednie słupki pokryto czarnym lakierem dla optycznego poszerzenia przeszklonej powietrzchni, drzwi pozbawiono ramek, a tylną część nadwozia zwieńczył wysuwany spojler.
Kabina pasażerska utrzymana została w wielobarwnej esetyce łączącej jasne i ciemne barwy, z minimalistycznym panelem przycisków w konsoli środkowej i nisko osadzonymi nawiewami. Przed kierowcą znalazł się panel cyfrowych zegarów o przekątnej 10,25 cala, z kolei kokpit zdominował obracający się w zakresie 90 stopni ekran o przekątnej 15,6 cali.

### Sprzedaż
BYD Song L został zbudowany głównie z myślą o wewnętrznym rynku chińskim, gdzie sprzedaż rozpoczęła się na przełomie października i listopada 2023 roku. Ceny określono w pułapie od 220 do 280 tysięcy juanów, za głównego konkurenta określając podobnej koncepcji model Zeekr 001.

### Dane techniczne
Song L jest samochodem w pełni elektrycznym, który powstał w wariancie z jednym 204-konnym silnikiem przenoszącym moc na tylną oś lub dwusilnikowym z napędem AWD i mocy 313 KM. Pierwszy pakiet baterii o pojemności 71 kWh oferuje ok. 550 kilometrów zasięgu na jednym ładowaniu w trybie chińskiego pomiaru CLTC, a większy pakiet 87 kWh może przejechać na jednym ładowaniu do ok. 662 kilometrów w trybie CLTC.